# Басра (вілаєт)
Вілаєт Басра (араб. ولايت بصره; вілаєт-і Басра) — адміністративно-територіальна одиниця Османської імперії. Столицею вілаєту було місто Басра, в якій знаходився постійний гарнізон від 400 до 500 осіб і пристань османських кораблів

## Історія
Існував з 1875 по 1880 і знову з 1884, коли був відтворений з південних санджаків вилайєту Багдад.. Сюди окрім власно Басри увійшли Хаса (частина колишнього еялет Лахса) та Катар, де було підновлено османську владу у 1871-1873 роках.
Територія складалася з того, що нині є землями південного Іраку, Кувейту, Катару та Східної провінції Саудівської Аравії. На початку XX століття мав площу 42 690 км², а населення за переписом 1885 — 200 000 осіб.

## Економіка
Основу становило землеробство та торгівля. Басра тривалий час залишалася важливим портом. Також було розвинено скотарство, особливо в ель-Хасі та Катарі. Басорський вілаєт був значним виробником пшениці та кукурудзи.